# Saison 2017 de l'équipe cycliste Cofidis
La saison 2017 de l'équipe cycliste Cofidis est la vingtième-et-unième de cette équipe.

## Préparation de la saison 2017

### Arrivées et départs
| Arrivées            | Équipe 2016                           |
| ------------------- | ------------------------------------- |
| Guillaume Bonnafond | AG2R La Mondiale                      |
| Dimitri Claeys      | Wanty-Groupe Gobert                   |
| Dorian Godon        | Vulco-VC Vaulx-en-Velin               |
| Mathias Le Turnier  | Océane Top 16                         |
| Jimmy Turgis        | Roubaix Métropole européenne de Lille |
| Jonas Van Genechten | IAM                                   |

| Départs           | Équipe 2017            |
| ----------------- | ---------------------- |
| Jonas Ahlstrand   |                        |
| Borut Božič       | Bahrain-Merida         |
| Romain Hardy      | Fortuneo-Vital Concept |
| Arnold Jeannesson | Fortuneo-Vital Concept |
| Gert Jõeäär       |                        |
| Rudy Molard       | FDJ                    |

## Déroulement de la saison
La saison débute par le titre de champion de France de cyclo-cross de Clément Venturini devant l'ancien de la maison, Arnold Jeannesson. Après deux seconde place, Venturini tient enfin son titre.

## Coureurs et encadrement technique

### Effectif

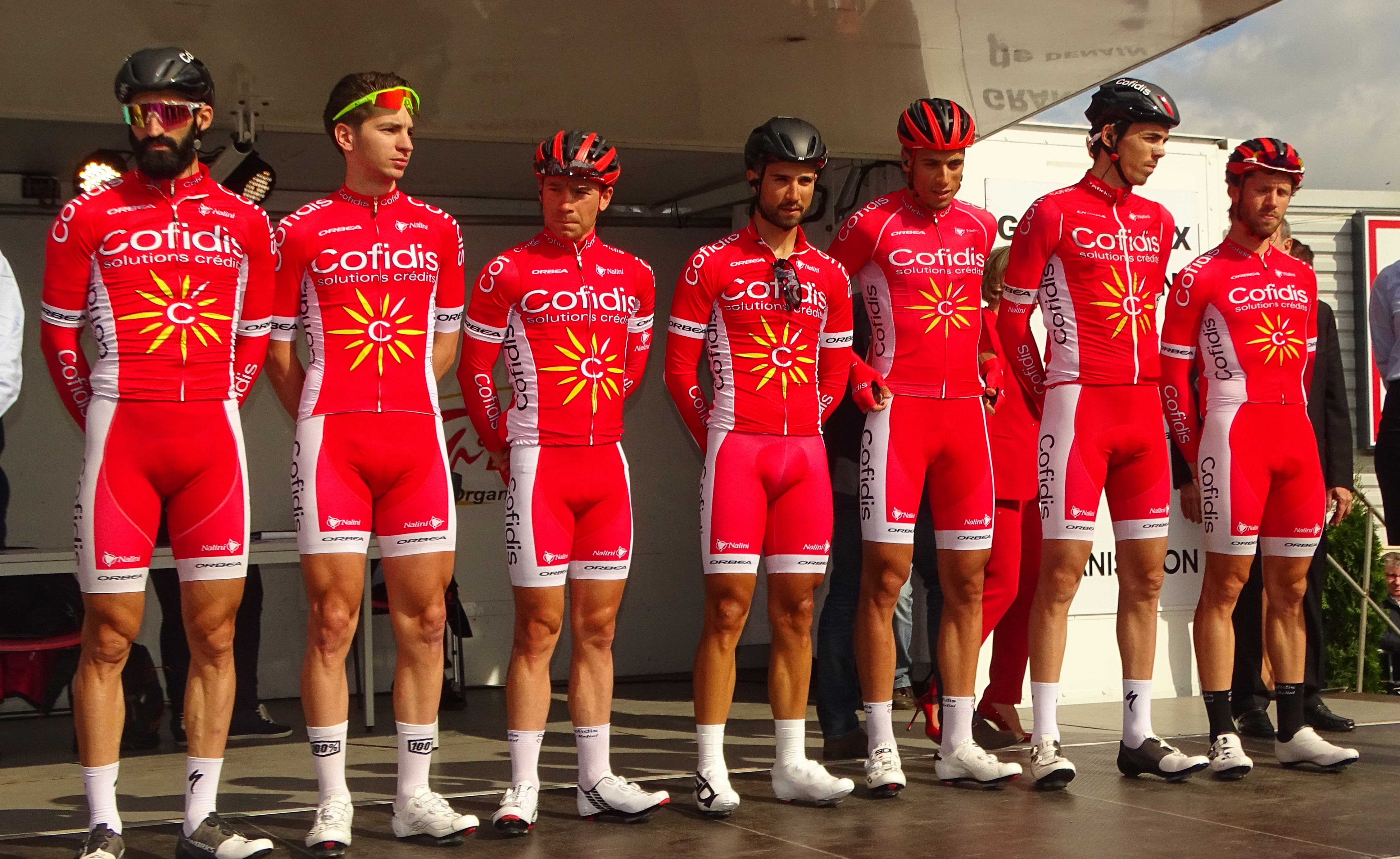
L'équipe Cofidis lors du Grand Prix de Denain.

| Cycliste            | Date de naissance | Nationalité | Équipe 2016                           |  |
| ------------------- | ----------------- | ----------- | ------------------------------------- |  |
| Yoann Bagot         | 6 septembre 1987  | France      | Cofidis                               |  |
| Guillaume Bonnafond | 23 juin 1987      | France      | AG2R La Mondiale                      |  |
| Nacer Bouhanni      | 25 juillet 1990   | France      | Cofidis                               |  |
| Rayane Bouhanni     | 24 février 1996   | France      | Cofidis                               |  |
| Loïc Chetout        | 23 septembre 1992 | France      | Cofidis                               |  |
| Dimitri Claeys      | 18 juin 1987      | Belgique    | Wanty-Groupe Gobert                   |  |
| Jérôme Cousin       | 5 juin 1989       | France      | Cofidis                               |  |
| Nicolas Edet        | 2 décembre 1987   | France      | Cofidis                               |  |
| Dorian Godon        | 25 mai 1996       | France      | Vulco-VC Vaulx-en-Velin               |  |
| Hugo Hofstetter     | 13 février 1994   | France      | Cofidis                               |  |
| Christophe Laporte  | 11 décembre 1992  | France      | Cofidis                               |  |
| Mathias Le Turnier  | 14 mars 1995      | France      | Océane Top 16                         |  |
| Cyril Lemoine       | 3 mars 1983       | France      | Cofidis                               |  |
| Luis Ángel Maté     | 23 mars 1984      | Espagne     | Cofidis                               |  |
| Daniel Navarro      | 18 juillet 1983   | Espagne     | Cofidis                               |  |
| Anthony Perez       | 22 avril 1991     | France      | Cofidis                               |  |
| Stéphane Rossetto   | 6 avril 1987      | France      | Cofidis                               |  |
| Florian Sénéchal    | 10 juillet 1993   | France      | Cofidis                               |  |
| Julien Simon        | 4 octobre 1985    | France      | Cofidis                               |  |
| Geoffrey Soupe      | 22 mars 1988      | France      | Cofidis                               |  |
| Anthony Turgis      | 16 avril 1994     | France      | Cofidis                               |  |
| Jimmy Turgis        | 10 août 1991      | France      | Roubaix Métropole européenne de Lille |  |
| Jonas Van Genechten | 16 septembre 1986 | Belgique    | IAM                                   |  |
| Michael Van Staeyen | 13 août 1988      | Belgique    | Cofidis                               |  |
| Kenneth Vanbilsen   | 1er juin 1990     | Belgique    | Cofidis                               |  |
| Clément Venturini   | 16 octobre 1993   | France      | Cofidis                               |  |
| Stagiaire           | Date de naissance | Nationalité | Équipe 2017                           |  |
| Fernando Barceló    | 6 janvier 1996    | Espagne     | Fundación Euskadi-EDP                 |  |
| Victor Lafay        | 17 janvier 1996   | France      | Bourg-en-Bresse-Ain                   |  |
| Tanguy Turgis       | 16 mai 1998       | France      | US Métro Transports Junior            |  |

## Bilan de la saison

### Victoires

#### Route
| Victoires | Victoires                                     | Victoires   | Victoires | Victoires          | Victoires |
| Date      | Course                                        | Pays        | Classe    | Vainqueur          |           |
| --------- | --------------------------------------------- | ----------- | --------- | ------------------ | --------- |
| 19 fév.   | 2e étape du Tour du Haut-Var                  | France      | 2.1       | Julien Simon       |           |
| 15 mars   | Nokere Koerse                                 | Belgique    | 1.HC      | Nacer Bouhanni     |           |
| 23 mars   | 4e étape du Tour de Catalogne                 | Espagne     | 2.UWT     | Nacer Bouhanni     |           |
| 11 avr.   | Paris-Camembert                               | France      | 1.1       | Nacer Bouhanni     |           |
| 29 avr.   | 2e étape du Tour de Yorkshire                 | Royaume-Uni | 2.1       | Nacer Bouhanni     |           |
| 14 mai    | Classement général, Quatre Jours de Dunkerque | France      | 2.HC      | Clément Venturini  |           |
| 3 juin    | 3e étape du Tour de Luxembourg                | Luxembourg  | 2.HC      | Anthony Perez      |           |
| 8 juill.  | 6e étape du Tour d'Autriche                   | Autriche    | 2.1       | Clément Venturini  |           |
| 10 août   | 2e étape du Tour de l'Ain                     | France      | 2.1       | Nacer Bouhanni     |           |
| 23 août   | 2e étape du Tour du Poitou-Charentes          | France      | 2.1       | Nacer Bouhanni     |           |
| 3 sept.   | Grand Prix de Fourmies                        | France      | 1.HC      | Nacer Bouhanni     |           |
| 1 oct.    | Tour de Vendée                                | France      | 1.1       | Christophe Laporte |           |

#### Cyclo-cross
| Date       | Course                                         | Pays   | Classe | Vainqueur         |
| ---------- | ---------------------------------------------- | ------ | ------ | ----------------- |
| 08/01/2017 | Championnat de France de cyclo-cross           | France | CN     | Clément Venturini |
| 02/12/2017 | Cyclocross International Nyon, Nyon            | Suisse | C2     | Clément Venturini |
| 02/12/2017 | Cyclocross International Sion-Valais, Sion     | Suisse | C2     | Clément Venturini |
| 30/12/2017 | Coupe de France de cyclo-cross #4, Flamanville | France | C1     | Clément Venturini |

### Résultats sur les courses majeures
Les tableaux suivants représentent les résultats de l'équipe dans les principales courses du calendrier international dans lesquelles l'équipe bénéficie d'une invitation (les cinq classiques majeures et les trois grands tours). Pour chaque épreuve est indiqué le meilleur coureur de l'équipe, son classement ainsi que les accessits glanés par Cofidis sur les courses de trois semaines.

#### Classiques
| Classique            | Milan-San Remo      | Tour des Flandres      | Paris-Roubaix          | Liège-Bastogne-Liège | Tour de Lombardie       |
| -------------------- | ------------------- | ---------------------- | ---------------------- | -------------------- | ----------------------- |
| Coureur (classement) | Nacer Bouhanni (8e) | Florian Sénéchal (40e) | Florian Sénéchal (12e) | Julien Simon (18e)   | Stéphane Rossetto (75e) |

#### Grands tours
| Grand tour           | Tour d'Italie | Tour de France       | Tour d'Espagne  |
| -------------------- | ------------- | -------------------- | --------------- |
| Coureur (classement) | Non invitée   | Daniel Navarro (27e) | Luis Mate (24e) |
| Accessits            | -             | -                    | -               |